# Segestria bavarica
Segestria bavarica C. L. Koch, 1843 è un ragno appartenente alla famiglia Segestriidae.

## Distribuzione
La specie è stata reperita in diverse località dell'areale che va dall'Europa all'Azerbaigian.

## Tassonomia
Al 2013 non sono note sottospecie e dal 2005 non sono stati esaminati nuovi esemplari.